# Pinnotheres shoemakeri
Pinnotheres shoemakeri är en kräftdjursart som beskrevs av M. J. Rathbun 1918. Pinnotheres shoemakeri ingår i släktet Pinnotheres och familjen Pinnotheridae. Inga underarter finns listade i Catalogue of Life.